# Londerzeel

Londerzeels vapen

Londerzeels läge inom provinsen Vlaams-Brabant

Londerzeel är en kommun i provinsen Vlaams-Brabant i regionen Flandern i Belgien. Londerzeel hade 17 869 invånare den 1 januari 2013. 